# 費爾南迪鮋
費爾南迪鮋，為輻鰭魚綱鮋形目鮋亞目鮋科的其中一種，為亞熱帶海水魚，分布於東南太平洋Desventuradas及Juan Fernández群島海域，棲息在底層水域，生活習性不明。